# Hearts (album)
Hearts è il quinto album in studio del gruppo musicale statunitense America, pubblicato nel 1975.

## Tracce
1. Daisy Jane – 3:07
2. Half a Man – 3:33
3. Midnight – 2:41
4. Bell Tree – 2:32
5. Old Virginia – 3:28
6. People in the Valley – 2:43
7. Company – 3:23
8. Woman Tonight – 2:19
9. The Story of a Teenager – 3:19
10. Sister Golden Hair – 3:16
11. Tomorrow – 2:48
12. Seasons – 3:00

## Formazione
- Gerry Beckley - voce, chitarra, tastiere
- Dewey Bunnell - voce, chitarra
- Dan Peek - voce, chitarra, tastiere
- David Dickey - basso
- Willie Leacox - batteria, percussioni
- George Martin - piano, produzione